# Weißenburger Linie
Die Weißenburger Linie ist eine im Jahr 1704 errichtete Landwehr zwischen den Städten Weißenburg in Bayern und Treuchtlingen.

## Lage
Die Linie, ein weitläufiges Schanzenwerk aus 21 Schanzen, zieht sich in den Gemeinden Treuchtlingen und Weißenburg von der Altmühl bei Bubenheim in östlicher Richtung über Graben und dann etwas nach Norden versetzt am linken Ufer der Schwäbischen Rezat mit sieben Schanzen von Markhof bis Stadelhof. Eine weitere Schanze in Form einer Sternschanze liegt isoliert nordöstlich von Dettenheim, sie diente zusammen mit einer weiteren Schanze am Ausgang des Kühlebachtals zur Flankensicherung. Im Ludwigswald südöstlich von Weißenburg lag eine weitere Sternschanze, zwei kleine Schanzen sperrten die Passage zwischen der Wülzburg und der Stadt Weißenburg.

## Geschichte
Die Linie wurde entsprechend dem Frontverlauf im Spanischen Erbfolgekrieg zu Beginn des Jahres 1704 errichtet, in dem der Fränkische Reichskreis auf Seiten der Österreicher stand, Kurbayern unter dem Kurfürsten Max Emanuel jedoch auf französischer Seite. Die Franzosen hatten damals Mörnsheim, Pappenheim und Treuchtlingen besetzt. Nach der Ersten Schlacht bei Höchstädt war der Nürnberger Raum durch die Entblößung des südlichen Frontabschnitts so gefährdet, dass sich die Generalität des Fränkischen Reichskreises zur Errichtung der Sperre veranlasst sah, mit der am 15. März 1704 begonnen wurde, deren Vollendung sich aber durch den Ausgang der Zweiten Schlacht bei Höchstädt am 13. August 1704 erübrigte.

## Erhaltung
Besonders gut erhalten ist die Sternschanze im Wald bei Dettenheim. Die Redoute misst in der Diagonalen rund 60 Meter. Die übrigen erhaltenen oder im Luftbild lokalisierten Schanzen sind quadratische Anlagen mit Seitenlängen von rund 22 Meter. Die Schanzen sind so ausgebildet, dass ein Tenaille-Effekt entsteht.